# Ульрих, Эмилия
Эмилия Ульрих (урожд. Босеруп, дат. Emilie Ulrich (Boserup), род. 26 ноября 1872 г. Фрерслев близ Хаслева — ум. 31 января 1952 г. Копенгаген) — датская оперная певица — сопрано. Исполняла ведущие партии в Королевской опере Дании с 1894 года и до окончания её певческой карьеры в 1917 году.

## Жизнь и творчество
Родилась в сельской местности на датском острове Зеландия. Творческий дебют певицы состоялся 9 мая 1894 года на сцене Королевской оперы в Копенгагене. Эмилия Ульрих выступала в этот день в роли Маргариты в опере Арриго Бойто «Мефистофель». Среди многочисленных произведений, в которых пела Э. Ульрих, следует назвать оперы Карла Нильсена «Саул и Давид» (1902) и «Маскарад» (1906,в ней певица исполняла роль Леоноры). В 1907—1908 годы сделала ряд музыкальных записей совместно с тенором Вильгельмом Герольдом.
В 1906 году Эмилия Ульрих удостаивается высокого звания «Королевская камерная певица» (Kongleige Kammersangere) при Датской королевской опере. В 1917 году награждается медалью Ingenio et Arti за творческие заслуги. В том же году она покидает сцену и в дальнейшем занимается преподаванием, давая частные уроки пения.
Дочь Эмилии Ульрих, Асе Ульрих — актриса театра и кино.